# Brazos (Nuevo México)
Brazos es un lugar designado por el censo ubicado en el condado de Río Arriba en el estado estadounidense de Nuevo México. En el Censo de 2010 tenía una población de 44 habitantes y una densidad poblacional de 78,29 personas por km².

## Geografía
Brazos se encuentra ubicado en las coordenadas 36°45′10″N 106°33′36″O / 36.75278, -106.56000. Según la Oficina del Censo de los Estados Unidos, Brazos tiene una superficie total de 0.56 km², de la cual 0.56 km² corresponden a tierra firme y (0%) 0 km² es agua.

## Demografía
Según el censo de 2010, había 44 personas residiendo en Brazos. La densidad de población era de 78,29 hab./km². De los 44 habitantes, Brazos estaba compuesto por el 40.91% blancos, el 0% eran afroamericanos, el 0% eran amerindios, el 0% eran asiáticos, el 0% eran isleños del Pacífico, el 56.82% eran de otras razas y el 2.27% pertenecían a dos o más razas. Del total de la población el 100% eran hispanos o latinos de cualquier raza.